# Robert Coote
Robert Coote, född 4 februari 1909 i London, död 26 november 1982 i New York, var en brittisk skådespelare. Coote medverkade bland annat i Störst är kärleken (1946), Spöket och Mrs. Muir (1947) och Scaramouche – de tusen äventyrens man (1952). Han spelade även rollen som överste Hugh Pickering i originaluppsättningen av musikalen My Fair Lady på Broadway.

## Filmografi i urval
- 1938 – En yankee i Oxford
- 1938 – En modern Askunge
- 1939 – Gunga Din – lansiärernas hjälte
- 1939 – Den maskerade faran
- 1946 – Dolken och kappan
- 1946 – Störst är kärleken
- 1947 – Spöket och Mrs. Muir
- 1947 – Lockfågeln
- 1948 – Berlin Express
- 1948 – De tre musketörerna
- 1950 – Den gäckande nejlikan
- 1951 – Rommel – ökenräven
- 1951 – Othello
- 1952 – Scaramouche – de tusen äventyrens man
- 1952 – Glada änkan
- 1952 – Fången på Zenda
- 1956 – Svanen
- 1958 – Kors i taket
- 1958 – Uppåt väggarna
- 1960 – Gentlemannaligan
- 1960 – Rawhide (TV-serie)
- 1963 – Hotel International
- 1973 – Thalias hämnare
- 1981 – Nero Wolfe, privatdetektiv (TV-serie)